# Dino Rađa
Dino Rađa (Split,24 de abril de 1967), com frequência transcrito como Dino Radja, é um ex-basquetebolista croata. Foi membro da lendária equipe do Jugoplastika Split, onde ganhou 2 Euroligas no final dos anos 80. Posteriormente jogou durante 4 temporadas na NBA.

## Carreira nos clubes

### Split
Rađa começou sua vida de basquete em sua cidade natal, nas divisões de base do KK Dalvin. Ele se mudou para o KK Split, que na época tinha o nome de Jugoplastika por causa de um patrocinador. No KK Split, Rađa jogava ao lado de Toni Kukoč, desde que ambos eram adolescentes. A dupla levou o time ao domínio da Euroliga com o bi-campeonato em  1989 e 1990.

#### Temporada de 1989-1990: Deserção e retorno obrigatória para a Iugoslávia
No final de junho de 1989, o Pivô de 22 anos foi selecionado pelo Boston Celtics na segunda rodada (40ª escolha geral) do Draft da NBA de 1989. Imediatamente, ele expressou publicamente sua disposição de ir para Boston imediatamente, "se a oferta financeira for boa", e assim juntar-se aos colegas iugoslavos Vlade Divac, Dražen Petrović e Žarko Paspalj, que também estavam a caminho da NBA naquele verão. No entanto, liderado pelo gerente geral, Josip Bilić, o Jugoplastika foi inflexível e Rađa não foi liberado do contrato que tinha com o clube. O caso inteiro rapidamente se transformou em uma saga de meses que se desenrolou na mídia iugoslava. O treinador do clube, Božidar Maljković, pediu publicamente que a Associação Jugoslava de Basque (KSJ) adotasse políticas de salvaguarda, impedindo que os jogadores com menos de 26 anos se transferirem para as equipas da NBA.
Após semanas de discussões, Rađa tentou forçar o Jugoplastika e foi fisicamente aos EUA no início de agosto de 1989 e assinou um contrato de um ano com os Celtics, supostamente valendo cerca de US $ 500.000. Ele também começou a treinar com a equipe. No entanto, vendo a situação como um caso claro de contrato de furto por parte de Boston e de seu gerente geral Jan Volk (que alegou que o contrato de Rađa com Jugoplastika era amador e, portanto, não vinculativo), o Jugoplastika levou o caso para o tribunal distrital do Distrito de Massachusetts buscando uma liminar para impedir Rađa de jogar pelo Celtics, alegando que ele tinha um contrato válido e juridicamente vinculativo com eles. Após uma audiência em 26 de setembro de 1989, o juiz Douglas Woodlock decidiu em favor da equipe iuguslava, impedindo Rađa de jogar pelo Celtics.
Como Rađa já estava fisicamente em Boston, trazê-lo de volta exigia algum tipo de acordo. Em meados de novembro de 1989, Jugoplastika e os Celtics concordaram com os termos do jogador que retornou à Iugoslávia para completar a temporada de 1989-90 antes de ter os seus direitos transferidos para o Celtics em 1 de junho de 1990. O acordo se fez quando os Celtics pagaram uma quantia não revelada ao Jugoplastika, que por sua vez concordou em deixar Rađa dois anos antes da conclusão do contrato.

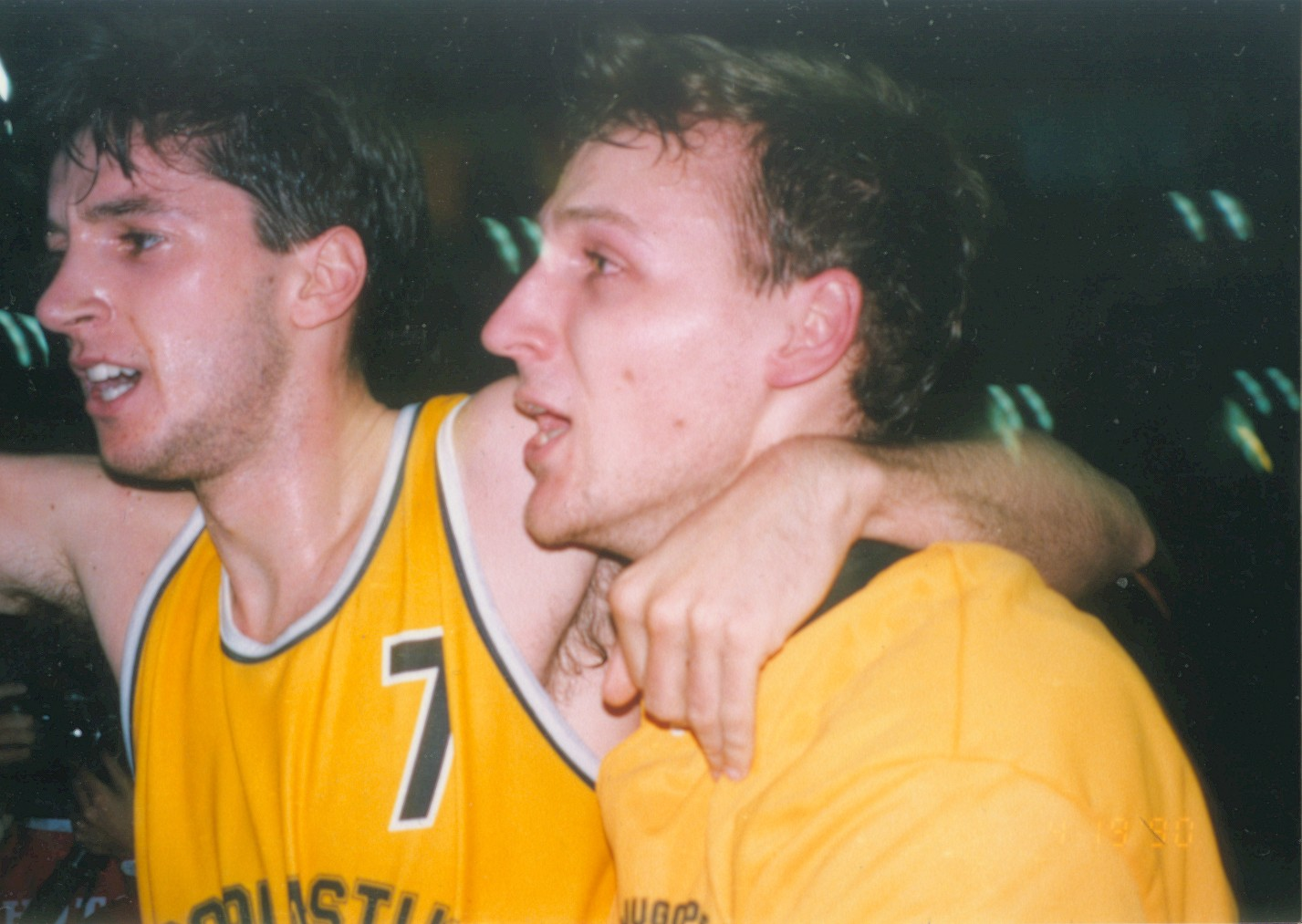
Rađa comemora a conquista do segundo título continental consecutivo do Split com o companheiro de equipa Toni Kukoč.

Rađa estava de volta em Split para a temporada de 1989-90. Naquela mesma temporada, Jugoplastika novamente venceu a Liga Iugoslava, seu terceiro título nacional consecutivo, assim como sua segunda Euroliga.
Apesar do sucesso da equipe, como previamente acordado, Rađa não ficaria em Split em junho de 1990, renunciando assim à chance de conquistar o histórico tri-campeonato da Euroliga (que o clube, liderado por Kukoč, conquistou no ano seguinte), mas ele também não iria para Boston.

### Roma
Em agosto de 1990, em vez de ir para a NBA como previamente acordado, Rađa foi para a Itália, assinando com o Virtus Roma, apesar de alegar o tempo todo que ele queria se juntar ao Celtics. Ele mudou de ideia uma vez que o Virtus, um clube ambicioso e financeiramente estável, financiado pela empresa de alimentos Gruppo Ferruzzi e patrocinada pela revista Il Messaggero, fez uma oferta na faixa de US $ 15 a 18 milhões em um contrato de cinco anos. O Boston Celtics não insistiu que Rađa honrasse seu compromisso com eles e permitiu que o jogador de 23 anos fosse para o Virtus em troca de uma quantia não revelada, mas mantendo seus direitos na NBA.

Em 2005, comentando sobre sua decisão no verão de 1990 de permanecer na Europa, mesmo depois de apenas um ano antes, estar aparentemente desesperadamente decidido a jogar na NBA, Rađa disse:
Eu estava jogando bem. Eu estava tendo um ótimo salário na Europa. A coisa sobre jogar na NBA era que havia tantas incógnitas. A NBA era mais física porque os jogadores eram maiores e mais fortes que na Europa. Eu também teria que me acostumar com uma cultura completamente diferente.
Rađa marcou uma média de 17,9 pontos na Liga Italiana em sua primeira temporada com o Il Messaggero (Virtus Roma tinha o nome de seu patrocinador na época). Jornalistas esportivos europeus votaram nele como o segundo melhor jogador europeu naquela temporada, atrás apenas de seu ex-companheiro de equipe e amigo, Kukoč.
Ele melhorou sua média de pontuação em cada uma das duas temporadas seguintes com o clube romano, tendo médias de 20,3 e 21,7 pontos na Liga Italiana, respectivamente.
Em 1992, ele levou o Virtus ao título europeu da Copa Korać.

### Boston Celtics
Rađa finalmente se juntou aos Celtics no verão de 1993, assinando um contrato de três anos em 9 de julho, quatro anos depois do interesse inicial de ambas as partes e do contrato anulado em 1989.
Jogando ao lado de Dee Brown, o veterano de 40 anos, Robert Parish, e Rick Fox, Rađa, de 26 anos, teve uma média de 15,1 pontos e 7,2 rebotes em sua temporada de estreia, quando ele ganhou 1,5 milhão de dólares. Com um recorde de 32-50 na temporada regular, os Celtics não foram para os playoffs da NBA, terminando em décimo na Conferência Leste. No final da temporada, Rađa foi eleito para a Segunda-Equipe de Novatos da NBA, junto com Kukoč, que havia acabado de completar sua temporada de novato com o Chicago Bulls.
No início de novembro de 1994, no início de sua segunda temporada com os Celtics, Rađa estava procurando uma extensão de contrato em seu contrato de três anos, que estava expirando no verão de 1996. Com seu agente Mark Fleisher envolvido em longas negociações com o GM, Jan Volk, o acordo foi alcançado para adicionar mais três anos ao contrato existente de Rađa, começando com a temporada de 1996-97.
A temporada de 1996-97, quarta de Rađa em Boston, foi marcada por uma lesão no joelho esquerdo que o obrigou a perder 57 jogos na temporada regular. Em janeiro de 1997, ele passou por cirurgia artroscópica no joelho. Os Celtics terminaram a temporada como o último da sua divisão com um recorde de 15-67, o pior da Conferência Leste, forçando uma mudança de treinador no final da temporada com Rick Pitino substituindo M. L. Carr.
Em junho de 1997, uma negociação que deveria mandar Rađa para o Philadelphia 76ers não aconteceu quando ele não passou nos testes físico em 24 de junho de 1997 com o 76ers. Aparentemente, os médicos dos 76ers determinaram que ele não tinha cartilagem no joelho esquerdo, estimando que "porque seu joelho esquerdo é osso-sobre-osso, ele pode jogar, mas ele não pode treinar depois, porque seu joelho inchará". Rađa tinha mais três anos restantes em seu contrato garantido e, de acordo com os regulamentos da NBA, se ele falhasse o teste físico de outra equipe, os Celtics teria que pagar todo o seu salário restante. Não convencido sobre a condição física de Rađa, os Celtics dispensou Rađa em 16 de julho de 1997.

Em 2005, Rađa falou sobre sua saída de Boston:
"Fui até Pitino e perguntei se eu me encaixava em seus planos. Com ele era um novo treinador, obviamente queria saber o que ele achava do meu jogo. Eu adorava jogar em Boston e só queria descobrir se havia alguma possibilidade de ser negociado, porque tinha ouvido alguns rumores. Pitino me olhou bem nos olhos e disse: "Dino, não se preocupe. Você vai ser uma grande parte de nosso ataque. Quando fizermos uma jogada, a bola vai passar por você." Saí da reunião sentindo-me bem. Cinco dias depois, descobri que estava sendo negociado com a Philadelphia. Não posso dizer o quanto me senti traído. Ou o Pitino mentiu ou algo mudou em questão de alguns dias."
Ao longo de suas quatro temporadas com os Celtics, Rađa teve uma média de 16,7 pontos e 8,4 rebotes por jogo na temporada regular. Nos playoffs da NBA, onde ele fez apenas uma aparição única com quatro jogos disputados, tendo uma média de 15,0 pontos e 7,0 rebotes por jogo.

### Retorno para a Europa
Rađa retornou à Europa em julho de 1997, juntando-se ao Panathinaikos, um clube rico e ambicioso financiado pelos irmãos Giannakopoulos (Pavlos e Thanasis).
Para os donos do Panathinaikos, terminar a temporada anterior de 1996-97 sem quaisquer troféus (tendo anteriormente, na temporada de 1995-96, vencido tanto a Euroliga como a Taça da Grécia) foi considerado inaceitável, provocando grandes mudanças na equipa. O treinador da equipa, Božidar Maljković (mentor de Rađa desde os tempos de Split), já tinha sido demitido durante a época fracassada anterior, enquanto o seu substituto, Michalis Kokalis, foi dispensado no Verão de 1997 para dar lugar ao novo treinador Slobodan Subotić. Também chegando na equipe ao lado de Rađa e do técnico Subotić, estava o veterano da NBA Byron Scott, de 36 anos, vindo do Los Angeles Lakers.
Rađa passou dois anos em Atenas, vencendo dois títulos da Liga Grega, mas em 1999, ele retornou à sua terra natal, Croácia, para jogar no Zadar. Ele deixou o Panathinaikos em parte por causa de um encontro com o filho do presidente do clube, Dimitrios Giannakopoulos, no vestiário depois de um jogo. Dimitrios, supostamente xingou o treinador do time e Rađa reagiu, não sabendo que a pessoa era o filho do presidente do clube. Ele deixou o clube no final da temporada, depois de vencer a final da Liga Grega contra o Olympiacos.
Em 2000, ele regressou à Grécia, juntando-se ao Olympiacos. Ele voltou, mais uma vez, para a Croácia, juntando-se a Cibona para a temporada de 2001-02. Rađa terminou sua carreira em 2003, vencendo a Liga Croata com seu primeiro time, o Split CO.

## Carreira na seleção
Rađa fazia parte da Seleção Jugoslava que ganhou a medalha de prata nos Jogos Olímpicos de Verão de 1988 em Seul. Ele também fez parte das equipes que ganhou a medalha de ouro no EuroBasket de 1989, em Zagreb, e no EuroBasket de 1991, em Roma.
Após a independência da Croácia, Rađa tornou-se um importante jogador da Seleção Croata, principalmente nos Jogos Olímpicos de 1992 em Barcelona, onde a Croácia conquistou a medalha de prata. Rađa também participou das equipes croatas que conquistaram o bronze no EuroBasket de 1993 na Alemanha, no Campeonato Mundial de Basquetebol Masculino de 1994 em Toronto e no EuroBasket de 1995 em Atenas. Com 1.764 pontos marcados, ele é o artilheiro de todos os tempos da seleção croata até 2018, quando foi superado por Bojan Bogdanović.

## Prêmios
- Liga Iugoslava: 1988, 1989, 1990

- Copa Iugoslava: 1990
- Euroliga: 1989, 1990
- Copa Korac: 1992

- Liga grega: 1998, 1999

- Copa de Croácia: 2000, 2002

- Liga de Croácia: 2002, 2003